# 박정훈의 정치다
《박정훈의 정치다》는 매주 월요일 ~ 금요일 저녁 5시 20분에 TV조선에서 방송되었던 시사 프로그램이다.

## 앵커
- 박정훈

## 타이틀 변천사
| 기수 | 타이틀               | 방송 기간                         |
| ---- | -------------------- | --------------------------------- |
| 1기  | 시사쇼 이것이 정치다 | 2017년 11월 6일 ~ 2023년 7월 28일 |
| 2기  | 박정훈의 정치다      | 2023년 7월 31일 ~ 12월 29일       |

## 같이 보기
- KBS 뉴스 5, KBS 뉴스 7 (KBS 1TV)
- KBS 뉴스 6 (KBS 2TV)
- 5 MBC 뉴스 (MBC TV)
- SBS 오 뉴스 (SBS TV)
- OBS 뉴스 경인 530 (OBS경인TV)
- 사건반장 (JTBC)
- MBN 뉴스와이드 (MBN)
- 채널A 뉴스 TOP 10 (채널A)
- YTN 이브닝뉴스 (YTN)
- 뉴스워치 (연합뉴스TV)